# Vĩnh Trị
Vĩnh Trị là một xã thuộc huyện Vĩnh Hưng, tỉnh Long An, Việt Nam.

## Địa lý
Xã Vĩnh Trị có vị trí địa lý:
- Phía đông giáp xã Thái Trị và thị trấn Vĩnh Hưng
- Phía tây giáp xã Khánh Hưng
- Phía nam giáp xã Vĩnh Thuận và huyện Tân Hưng
- Phía bắc giáp xã Hưng Điền A.

Xã có diện tích 57,65 km², dân số năm 1999 là 4.650 người, mật độ dân số đạt 81 người/km².

## Hành chính
Xã Vĩnh Trị được chia thành 6 ấp: Bàu Nâu, Gò Cát, Lò Gạch, Rọc Đô, Sậy Giăng, Xóm Mới.

## Lịch sử
Sau năm 1975, Vĩnh Trị là một xã thuộc huyện Mộc Hóa.
Ngày 30 tháng 3 năm 1978, huyện Mộc Hóa được chia thành hai huyện Mộc Hóa và Vĩnh Hưng, xã Vĩnh Trị thuộc huyện Vĩnh Hưng.
Ngày 26 tháng 6 năm 1989, Hội đồng Bộ trưởng ban hành Quyết định 74-HĐBT. Theo đó, tách 3.187 ha diện tích tự nhiên, 1.086 người của xã Thái Bình Trung và 976,60 ha diện tích tự nhiên, 1.480 người của xã Vĩnh Trị để thành lập xã Vĩnh Bình.
Sau khi điều chỉnh địa giới hành chính, xã Vĩnh Trị còn lại 11.875,40 ha diện tích tự nhiên và 5.296 người.